# Selección de béisbol de Gran Bretaña
La Selección de béisbol de Gran Bretaña es el equipo que representa al Reino Unido en los torneos de la disciplina y es controlado por la Federación Británica de Béisbol.

## Palmarés
- Copa Mundial de Béisbol: 1

1938

## Participaciones

### Clásico Mundial de Béisbol
| World Baseball Classic record | World Baseball Classic record | World Baseball Classic record | World Baseball Classic record | World Baseball Classic record | World Baseball Classic record | World Baseball Classic record | World Baseball Classic record |                      | Eliminatoria         | Eliminatoria         | Eliminatoria         | Eliminatoria         | Eliminatoria |
| Año                           | Sede(s)                       | Ronda                         | Pos.                          | G                             | P                             | CA                            | CR                            | Sede                 | G                    | P                    | CA                   | CR                   |              |
| ----------------------------- | ----------------------------- | ----------------------------- | ----------------------------- | ----------------------------- | ----------------------------- | ----------------------------- | ----------------------------- | -------------------- | -------------------- | -------------------- | -------------------- | -------------------- | ------------ |
| 2006                          | No participó                  | No participó                  | No participó                  | No participó                  | No participó                  | No participó                  | No participó                  | No hubo eliminatoria | No hubo eliminatoria | No hubo eliminatoria | No hubo eliminatoria | No hubo eliminatoria |              |
| 2009                          | No participó                  | No participó                  | No participó                  | No participó                  | No participó                  | No participó                  | No participó                  | No hubo eliminatoria | No hubo eliminatoria | No hubo eliminatoria | No hubo eliminatoria | No hubo eliminatoria |              |
| 2013                          | No clasificó                  | No clasificó                  | No clasificó                  | No clasificó                  | No clasificó                  | No clasificó                  | No clasificó                  | Alemania             | 1                    | 2                    | 14                   | 32                   |              |
| 2017                          | No clasificó                  | No clasificó                  | No clasificó                  | No clasificó                  | No clasificó                  | No clasificó                  | No clasificó                  | Estados Unidos       | 2                    | 2                    | 21                   | 17                   |              |
| 2021                          | República de China            | Por definir                   | Por definir                   | Por definir                   | Por definir                   | Por definir                   | Por definir                   | Alemania             | 3                    | 0                    | 32                   | 14                   |              |
| Total                         | 1/5                           |                               |                               | –                             | –                             | –                             | –                             |                      |                      | 6                    | 4                    | 67                   | 63           |

## Equipo 2017

### Lanzadores
| - 9 - Nolan Bond - 15 - Cody Chartrand - 33 - Daniel Cooper - 11 - Jordan Edmonds - 13 - Vaughn Harris | - 32 - Greg Hendrix - 28 - Paul Kirkpatrick - 1 - Ali Knowles - 21 - Spencer Kreisberg - 5 - Rei Martínez | - 29 - Chris Reed - 92 - Michael Roth - 45 - Blake Taylor - 8 - Nateshon Thomas |

### Receptores
| - 10 - Chris Berset | - 35 - Mitch Evans | - 20 - Brett Rosen |

### Infielders
| - 14 - Maikel Azcuy - 22 - Albert Cartwright | - 3 - Jasrado Chisholm - 7 - Richard Klijn | - 16 - Jordan Serena - 17 - Kyle Simmons |

### Outfielders
| - 6 - Todd Isaacs - 19 - Reshard Munroe | - 23 - Antoan Richardson - 2 - Champ Stuart | - 12 - Chavez Young |

### Mánager
- Liam Carroll
- Trevor Hoffman (Entrenador de Lanzadores)

## Ranking WBSC
El Ranking Mundial WBSC cuenta los puntos de todos los torneos autorizados en todos los grupos de edad durante un período de cuatro años.
El ranking de la WBSC empieza a contabilizar los puntos a partir del año 2012. 
Actualizada a noviembre 2023
| Año                    | marzo      | junio      | agosto     | septiembre | octubre     | noviembre   | diciembre    |
| ---------------------- | ---------- | ---------- | ---------- | ---------- | ----------- | ----------- | ------------ |
| 2012                   | -          | -          | -          | -          | -           | -           | 21.º (64.69) |
| 2013                   | -          | -          | -          | -          | -           | -           | -            |
| 2014                   | -          | -          | -          | -          | -           | -           | 25.º (50.56) |
| 2015                   | -          | -          | -          | -          | -           | -           | -            |
| 2016                   | -          | -          | -          | -          | -           | -           | 29.º (233)   |
| 2017                   | -          | -          | -          | -          | -           | -           | -            |
| 2018                   | -          | -          | -          | 40.º (141) | -           | -           | 38.º (141)   |
| 2019                   | -          | -          | -          | -          | -           | -           | 31.º (273)   |
| 2020                   | 31.º (273) | -          | -          | -          | -           | -           | -            |
| 2021                   | -          | 33.º (189) | 32.º (189) | -          | -           | -           | 24.º (418)   |
| 2022                   | -          | -          | -          | -          | -           | -           | 22.º (450)   |
| 2023                   | 20.º (882) | -          | 20.º (929) | -          | 18.º (1142) | 18.º (1142) | -            |
| Posición promedio: 20° |            |            |            |            |             |             |              |

- La última sumatoria de puntos abarca los torneos, avalados por la WBSC, en los que se haya competido en el periodo 2019-2023

- Mejor progreso : +9 (2021).
- Peor progreso: -11 (2016-2018).